# 大枝村 (福島県)
大枝村（おおえだむら）は福島県伊達郡にあった村。現在の国見町西大枝・川内および伊達市梁川町東大枝にあたる。

## 地理
- 山：弁天山
- 河川：阿武隈川

## 歴史
- 1889年（明治22年）4月1日 - 町村制の施行により、東大枝村、西大枝村、川内村の区域をもって発足。
- 1954年（昭和29年）
  - 3月31日 - 藤田町・小坂村・大木戸村・森江野村と合併し、国見町が発足。同日大枝村廃止。
  - 7月6日 - 国見町のうち旧村域の一部（東大枝）が梁川町に編入。

## 分村合併について
国見町に合併された後、東大枝地区で住民運動が起き、東大枝地区のみ国見町から分離して梁川町に編入した。